# Patrick Herminie

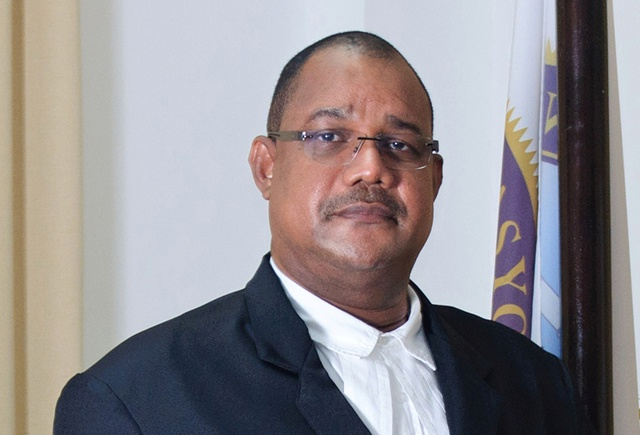
Patrick Herminie, 2014

Patrick Matthew Antonio Herminie (* 22. September 1963) ist ein Politiker der Volkspartei (Parti Lepep) der Seychellen, der von 2007 bis 2016 Sprecher der Nationalversammlung war.

## Leben
Herminie absolvierte nach dem Schulbesuch ein Studium der Medizin am Nuffield Institute der University of Leeds, das er mit einem Master in Public Health abschloss. Später erwarb er einen Doktor der Medizin an der Karls-Universität Prag.
Er begann seine politische Laufbahn in der Fortschrittsfront des seychellischen Volkes und wurde 1992 Mitglied der Kommission zur Ausarbeitung der Verfassung der Dritten Republik. Bei den Wahlen zur Nationalversammlung, den ersten Wahlen seit 1974, wurde er für die Fortschrittsfront im Wahlkreis English River erstmals zum Mitglied der Nationalversammlung gewählt und bei den Wahlen 1998 in diesem Wahlkreis wiedergewählt. Zugleich war er zwischen 1998 und 2003 Vorsitzender seiner Fraktion und damit Mehrheitsführer im Parlament. Er war des Weiteren von 1998 bis 2011 Mitglied des Zentralkomitees (ZK) der Fortschrittsfront, die seit 2009 den heutigen Volkspartei (Parti Lepep) trägt. Bei den Wahlen 2003 wurde er erneut im Wahlkreis English River zum Mitglied der Nationalversammlung gewählt.
Am 29. Mai 2007 wurde Herminie erstmals zum Sprecher der Nationalversammlung und damit zum Parlamentspräsidenten gewählt. Zugleich fungiert er als Vorsitzender des Geschäftsordnungsausschusses. Bei den Wahlen im Oktober 2011 wurde er sowohl als Abgeordneter als auch als Sprecher der Nationalversammlung wiedergewählt und ist weiter Vorsitzender des Geschäftsordnungsausschusses sowie des Ausschusses für Reformen und Modernisierung. Nach den Parlamentswahlen vom 8. bis 10. September 2016 wurde der frühere langjährige Minister Patrick Pillay als sein Nachfolger zum Sprecher der Nationalversammlung (Speaker of the National Assembly) gewählt.
Im Oktober 2023 wurde Herminie vom seychellenischen Staatsanwalt wegen Hexerei angeklagt. Herminie wies die ihm vorgeworfenen Tatbestände ab und beschrieb die Anklage als „politisch motiviert“. Im Februar 2024 wurden die Hexereivorwürfe von der Staatsanwaltschaft Victorias aufgehoben.